# Fabienne Radi
Fabienne Radi, née le 12 décembre 1960 à Fribourg (originaire de Pont-en-Ogoz), est une artiste et écrivaine suisse.
Elle écrit des essais et des fictions et fait des éditions d'artiste (livres, posters).

## Biographie
Fabienne Radi naît le 12 décembre 1960 à Fribourg,. Elle est originaire de Pont-en-Ogoz, dans le même canton.
Depuis 2008, elle enseigne à la Head, à Genève, et au Collège des Humanités de l'EPFL à Lausanne. Avec Carla Demierre et Izet Sheshivari, elle fonde et dirige la revue Tissu de 2004 à 2010.
Elle a publié des essais sur l'art (Ça prend. Art contemporain, cinéma et pop culture, Mamco, 2013, Oh la mon Dieu, Art&Fiction, 2015) et des micro-fictions (Cent titres sans Sans titre, Boabooks, 2014). En 2017, elle publie son premier récit de fiction, C'est quelque chose, aux Éditions D'autre Part.
Elle habite à Genève.

## Distinctions
2022 : Prix suisse de littérature pour Émail diamant, art&fiction, éditions d’artistes, 2020